# Six Shooter
Pour plus de détails, voir Fiche technique et Distribution.
 (juillet 2025).
Six Shooter est un court métrage britannique réalisé par Martin McDonagh et sorti en 2004.
Il a remporté l'Oscar du meilleur court métrage en prises de vues réelles lors de la 78e cérémonie des Oscars.

## Fiche technique
- Réalisation : Martin McDonagh
- Scénario : Martin McDonagh
- Producteurs : Mia Bays, Kenton Allen
- Coproducteurs : Mary McCarthy, John McDonnell
- Image : Baz Irvine
- Décors : David Munns
- Costumes : Kathy Strachan
- Montage : Nicolas Gaster
- Durée : 27 minutes

## Production
- Lieu de tournage : comté de Wexford, Irlande

## Distribution
- Brendan Gleeson : Donnelly
- Rúaidhrí Conroy : l'enfant
- David Wilmot : l'homme
- Aisling O'Sullivan : la femme
- Gary Lydon (en) : le garde-chef
- Domhnall Gleeson : le caissier

## Distinctions

### Récompenses
- Festival de Cork 2004 : meilleur premier court-métrage réalisé par un réalisateur irlandais
- British Independent Film Awards 2005 : meilleur court-métrage [1]
- Irish Film and Television Awards 2005 : meilleur court-métrage
- Oscars 2006 : Oscar du meilleur court métrage en prises de vues réelles

### Nominations
- Baftas 2005 : meilleur court-métrage